# 222P/LINEAR
222P/LINEAR, komet Jupiterove obitelji, objekt blizu Zemlji